# Yoori
| Rituel impérial japonais (en) modifier                                                     |
| Janvier                                                                                    |
| Shihohai・Saiten-sai (ja)                                                                  |
| Genshi-sai (ja)                                                                            |
| Début de la performance musicale (ja)                                                      |
| Festival de l'Empereur Showa (Festival de l'Empereur précédent (ja))                       |
| Festival de l'Empereur Kōmei                                                               |
| Février                                                                                    |
| Kinen-sai                                                                                  |
| Anniversaire de l'empereur                                                                 |
| Mars                                                                                       |
| Festival de l'apaisement des fleurs - Ōmiwa-jinja                                          |
| Kōreisai (en) du printemps Festival du sanctuaire du printemps Festival du sanctuaire (ja) |
| Avril                                                                                      |
| Festival des vêtements sacrés - Sanctuaire d'Ise                                           |
| Festival Saegusa - Isagawa-jinja                                                           |
| Festival du Grand Tabou - Hirose-jinja                                                     |
| Festival du dieu du vent - Tatsuta-taisha                                                  |
| Festival Jimmu (ja)・Kōrei-den (en) Kagura                                                 |
| Juin                                                                                       |
| Rituel de la lune (ja)                                                                     |
| Festival de l'apaisement du feu (ja)                                                       |
| Festival de la route (ja)                                                                  |
| Yoori・Ōharae-shiki                                                                        |
| Juillet                                                                                    |
| Festival du Grand Tabou - Hirose-jinja                                                     |
| Festival du dieu du vent - Tatsuta-taisha                                                  |
| Septembre                                                                                  |
| Festival des vêtements sacrés - Sanctuaire d'Ise                                           |
| Kōreisai (en) d'automne Festival du sanctuaire d'automne Festival du sanctuaire (ja)       |
| Festival Kannamesai (en) - Sanctuaire d'Ise                                                |
| Novembre                                                                                   |
| Festival Ainame (ja)                                                                       |
| Festival de l'apaisement des âmes                                                          |
| Niiname-sai (Daijosai)                                                                     |
| Décembre                                                                                   |
| Kashiko dokoro (ja) Kagura sacré                                                           |
| Festival de l'Empereur Taishō                                                              |
| Rituel de la lune (ja)                                                                     |
| Festival de l'apaisement du feu (ja)                                                       |
| Festival de la route (ja)                                                                  |
| Yoori・Ōharae-shiki                                                                        |

Yoori (節折) est une cérémonie de purification qui fait partie intégrante du calendrier rituel complexe observé à la Cour Impériale Japonaise.
Ce rituel semestriel joue un rôle dans la purification de l'Empereur, soulignant l'importance durable de la purification dans les croyances shintoïstes et les coutumes impériales. Originaires de 1871, les cérémonies de Yo-ori se tiennent deux fois par an, les 30 juin et 31 décembre, dans la salle Takenoma située au sein du Palais Impérial.

## Aperçu
La cérémonie implique l'empereur, un chambellan et un Naishōten soulignant son importance et les participants exclusifs impliqués. Les rituels Yo-ori sont un aspect des cérémonies qui englobent les traditions agricoles, les rites ancestraux, les observations astrologiques et le marquage des dates importantes sur le calendrier. L'accent mis sur la purification dans les rituels Ōharae et Yo-ori souligne un aspect de la pratique shinto ; maintenir la pureté grâce au nettoyage.
La cérémonie de Yo-ori, également connue sous le nom de Miagano-gi (御贖の儀), est une pratique rituelle significative réalisée au sein de la Cour Impériale Japonaise les derniers jours de juin et de décembre, spécifiquement pour l'empereur, l'impératrice et le prince héritier. Une particularité de cette cérémonie, non mentionnée dans le texte français, réside dans l'utilisation de neuf petits bâtons de bambou par les officiels shinto, les Jingikan (神祇官), pour mesurer et symboliquement purifier différentes parties du corps des participants. Ces mesures vont de la hauteur totale, des épaules aux pieds, de la poitrine jusqu'aux mains, des hanches aux pieds, et des genoux aux pieds, avec une action de pliage des bâtons sur ces emplacements spécifiques. Cette méthode de purification donne son nom à la cérémonie, Yo-ori (節折), qui peut être traduit par « pliage des sections » ou « courbure des nœuds ». L'acte de purification est ensuite réalisé par le Miyanushi (宮主), un prêtre ou un officiel shinto, soulignant ainsi l'aspect rituel profondément enraciné et la structure hiérarchique de la cérémonie au sein des pratiques shinto.

## Contexte et histoire
L'introduction des rites Yo-ori a eu lieu pendant une période de changements dans les rituels impériaux à la suite de la restauration Meiji, en 1868. Il y a eu un effort pour restructurer et systématiser les rituels liés à la Cour Impériale à cette époque?
Le Conseil des Divinités a été rétrogradé à un poste en 1871, se concentrant désormais sur les pratiques rituelles au sein de la maison impériale.
La purification est devenue plus importante pour préparer le rituel d'Ōharae-shiki et Yoori est devenu plus important lors de la restauration Meiji.
Au cours de cette période, l'importance rhétorique de l'empereur Jimmus a influencé le développement et l'observance de rituels comme le Yo-ori. La réévaluation et l’élévation du rôle de Jimmus n’ont pas légitimé l’institution mais ont également favorisé l’unité et l’identité nationales.
Des rituels tels que Yo-ori, Ōharae, Shihohai et Niiname-no-Matsuri mettent en valeur les traditions profondément enracinées et l'importance durable des pratiques shinto dans le contexte de la cour impériale japonaise. Ces cérémonies servent à des fins ; ils soutiennent la stature de l'empereur, préservent la pureté spirituelle au sein de la famille impériale et de la nation et démontrent la continuité des traditions culturelles et religieuses au fil du temps.
En participant aux cérémonies Yo-ori et similaires, l'empereur et d'autres membres de la famille royale se livrent à des actes de révérence et de purification censés sauvegarder le bien-être de la nation. Dans la tradition japonaise, le calendrier cérémoniel démontre le lien entre les pratiques rituelles, les structures de gouvernance et les croyances spirituelles à travers son calendrier élaboré et ses cérémonies hiérarchiques.

## Minazuki-barae
Les gens confondent souvent l'Ōharae du sixième mois avec le Minazuki-barae (水無月祓), un autre rite de purification qui a lieu à cette époque. Cependant, chacun avait son propre but et son importance dans les rituels de la cour.